# Leperina turbata
Leperina turbata là một loài bọ cánh cứng trong họ Trogossitidae. Loài này được Pascoe miêu tả khoa học năm 1863.